# W. Eugene Smith
William Eugene Smith, född 30 december 1918 i Wichita i Kansas, död 15 oktober 1978 i Tucson i Arizona, var en amerikansk fotojournalist.
W. Eugene Smith var son till William H. Smith och Nettie Lee. Han fick sin första kamera vid nio års ålder. Fotografi blev hans långvariga passion från tonåren och bilder av honom började publicerades i de lokala dagstidningarna The Wichita Eagle och The Wichita Beacon från det att han var 15 år gammal. Efter high school flyttade han till New York 1938 och började arbeta för Newsweek och året därpå för Life. Han använde då en 35 millimeters Contax.

## Andra världskriget

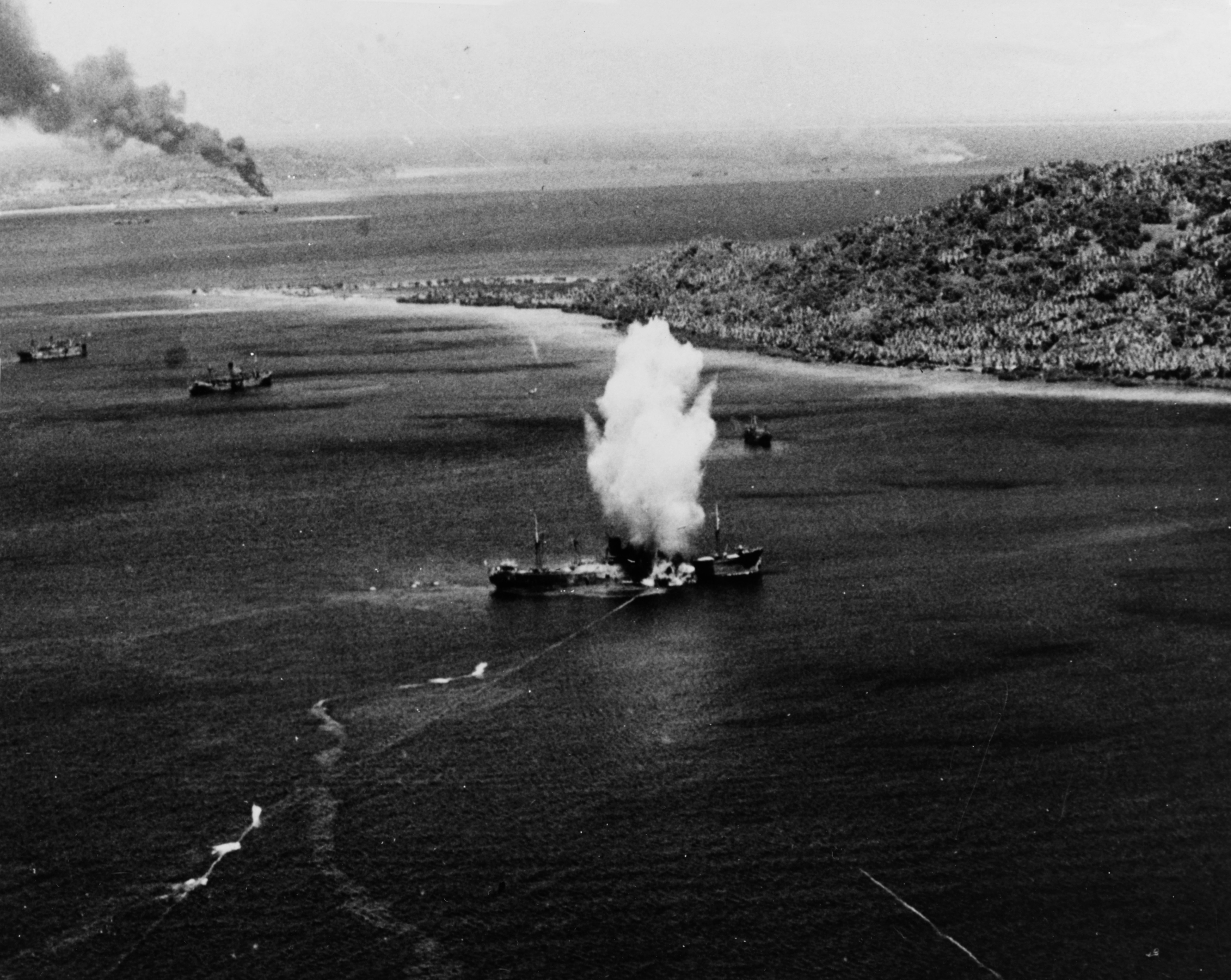
Ett japanskt fraktfartyg i Trukatollen träffas av en torped som avfyrats från ett amerikanskt krigsflygplan, 1944

Som korrespondent för Ziff-Davis Publishing, and senare på Life, tog W. Eugene Smith under andra världskriget foton från fronten i Stilla havet. Han var med amerikanska styrkor när dessa anföll ö efter ö i offensiven mot japanerna och fotograferade marinkårssoldater och japanska krigsfångar på Saipan, Guam, Iwo Jima och Okinawa. Han blev allvarligt sårad 1945 av granatkastareld, när han följde Slaget om Okinawa.
År 1946 tog han sitt första foto efter att ha blivit skadad, vilket var en bild av hans två barn som gick omkring i trädgården i Smiths hus i Tuckahoe, New York. Fotot, som han betitlade The Walk to Paradise Garden, blev berömt efter att ha visats som ett av de centrala fotografierna i fotoutställningen The Family of Man på Museum of Modern Art i New York 1955.

## Senare år
Efter att ha genomgått flera år av sjukhusoperationer fortsatte Smith att arbeta för Life till 1954. Mellan 1948 och 1954 gjorde Smith en serie fotoessäer för Life utifrån ett humanistiskt perspektiv, som hade ett stort inflytande på fotojournalistiken.
W. Eugene Smith tillbringade en månad i Spanien 1950 för att fotografera i byn Deleitisa i Extremadura, med fokus på fattigdom på landsbygden. Han sågs som en suspekt person av den lokala Guardia Civil och ansåg sig till slut nödgad att hastigt fly över gränsen till Frankrike. Fotoreportaget A Spanish Village publicerades i Life i april 1951. 
Efter att ha slutat på Life anslöt sig Smith till bildbyrån Magnum Photos 1955. Han fick där uppdrag att göra ett fotografiskt porträtt av Pittsburgh. Projektet var planerat att ta en månad och omfatta 100 bilder, men det slutade i över två års arbete och 13 000 bilder. Boken kom dock aldrig att färdigställas.

## Minamatasjukdomen
W. Eugene Smith och hans fru Aileen M. Smith levde i Minamata i Japan, som samtidigt var en fiskeby och en bruksort i Kumamoto prefektur 1971–1973. De skapade där en fotoessä om Minamatasjukdomen, som hade åstadkommits av kvicksilverförgiftning från utsläpp av tungmetaller från kemiföretaget Chisso Corporations lokala fabrik. 
I januari 1972 angreps Smith, och skadades allvarligt, av anställda på fabriken i ett försök att stoppa honom från att publicera uppgifter om Minamatosjukdomen. Hans fru Aileen fortsatte arbetet under den tid som W. Eugene Smith var förhindrad att arbeta vidare. Essän publicerades 1975 som  "Minamata – Words and Photographs by W.E. Smith and A.M. Smith". Dess centrala fotografi blev en av Smiths mest berömda bilder: Tomoko Uemura in Her Bath. Detta togs i december 1971 och publicerades några månader efter övergreppet i januari 1972. Det drog uppmärksamhet världen över till effekterna av kvicksilverförgiftningen i Minamata.